# Coryphella californica
Coryphella californica är en snäckart som beskrevs av Bergh 1904. Coryphella californica ingår i släktet Coryphella och familjen Flabellinidae. Inga underarter finns listade i Catalogue of Life.